# Bert Scheirlinckx
Bert Scheirlinckx (Zottegem, 1 november 1974) is een voormalig Belgisch wielrenner. In 2011 is hij gestopt als professioneel wielrenner. Hij is de broer van Staf Scheirlinckx, die eveneens wielrenner was.
Hij heeft 2 zonen. Tegenwoordig is hij leerkracht wiskunde in de school TechniGO!

## Overwinningen
2002
- 2e etappe Ronde van Japan

2004
- Berlare

2006
- Stadsprijs Geraardsbergen

2008
- Dwars door het Hageland

2009
- 1ste etappe Ronde van Kroatië

2011
- GP Pino Cerami
- Internationale Wielertrofee Jong Maar Moedig

## Resultaten in voornaamste wedstrijden
| Jaar | Gent-Wevelgem | Ronde van Vlaanderen | Parijs-Roubaix | Amstel Gold Race | Luik-Bast.‑Luik | Parijs-Brussel | Waalse Pijl | Eschborn-Frankfurt |
| ---- | ------------- | -------------------- | -------------- | ---------------- | --------------- | -------------- | ----------- | ------------------ |
| 2000 |               | 103e                 |                |                  |                 |                |             |                    |
| 2002 |               |                      |                |                  |                 | 58e            |             |                    |
| 2003 | 41e           |                      |                |                  |                 |                |             |                    |
| 2006 |               |                      |                |                  |                 | 89e            |             |                    |
| 2007 |               |                      |                |                  |                 | 102e           |             |                    |
| 2008 | 145e          |                      |                | 133e             | 121e            | 46e            | 70e         |                    |
| 2009 |               | 19e                  | 18e            | 84e              | 117e            | 92e            | 68e         | 16e                |
| 2010 |               | 40e                  |                | 37e              | 62e             | 54e            | 33e         | Brons              |
| 2011 |               | 31e                  |                |                  | 71e             |                | 103e        | 15e                |